# الکترودینامیک کوانتومی

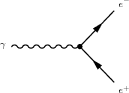

الکترودینامیک کوانتومی یا QED مخفف (به انگلیسی: Quantum ElectroDynamics) ساده‌ترین نظریهٔ میدان کوانتومی است که در طبیعت یافت می‌شود و برای توضیح نیروی الکترومغناطیس به کار می‌رود. این نظریه یک نظریه پیمانه‌ای  آبلی  و گروه پیمانهٔ آن اصطلاحاً (U(۱ است. در این نظریه میدان پیمانه {\displaystyle A_{\mu }}با فرمیون دیراک {\displaystyle \psi } جفت می‌شود.
کنش آن به صورت زیر است:
{\displaystyle {S}=\int {{\big (}-{\frac {1}{4}}F^{{\mu }{\nu }}F_{{\mu }{\nu }}+{\bar {\psi }}{(i\gamma ^{\mu }D_{\mu }-m)}{\psi }{\big )}{d^{4}x}}}
- بنابر قاعدهٔ جمع‌ زنی اینشتین تکرار اندیس به معنی جمع است یعنی مثلاً {\displaystyle \phi ^{\mu }\phi _{\mu }} همان {\displaystyle \sum _{\mu }{\phi ^{\mu }\phi _{\mu }}} است.
- همچنین بنابر رسم اندیس‌ها را می‌توان با کمک متریک g بالا و پایین برد به این صورت:

{\displaystyle \phi _{\mu }=g_{{\mu }{\rho }}\phi ^{\rho }} و {\displaystyle \phi ^{\mu }=g^{{\mu }{\rho }}\phi _{\rho }}
- در اینجا {\displaystyle F_{{\mu }{\nu }}} قدرت میدان است بنا بر تعریف:

{\displaystyle F_{{\mu }{\nu }}={\partial _{\mu }}{A_{\nu }}-{\partial _{\nu }}{A_{\mu }}}
- {\displaystyle A_{\mu }} میدان پیمانه است که در واقع همان فوتون است (ذرهٔ انتقال‌دهندهٔ نیروی الکترومغناطیس).
- {\displaystyle \gamma ^{\mu }} ماتریسهای دیراک هستند.

در سال ۱۹۶۵ سه فیزیکدان ریچارد فاینمن، سین‌ایترو تومونوجا و جولیان شوینگر به خاطر خلق نظریه الکترودینامیک کوانتومی موفق به کسب جایزه نوبل فیزیک شدند.

## نگارخانه
